# Koninklijke trein (Nederland)

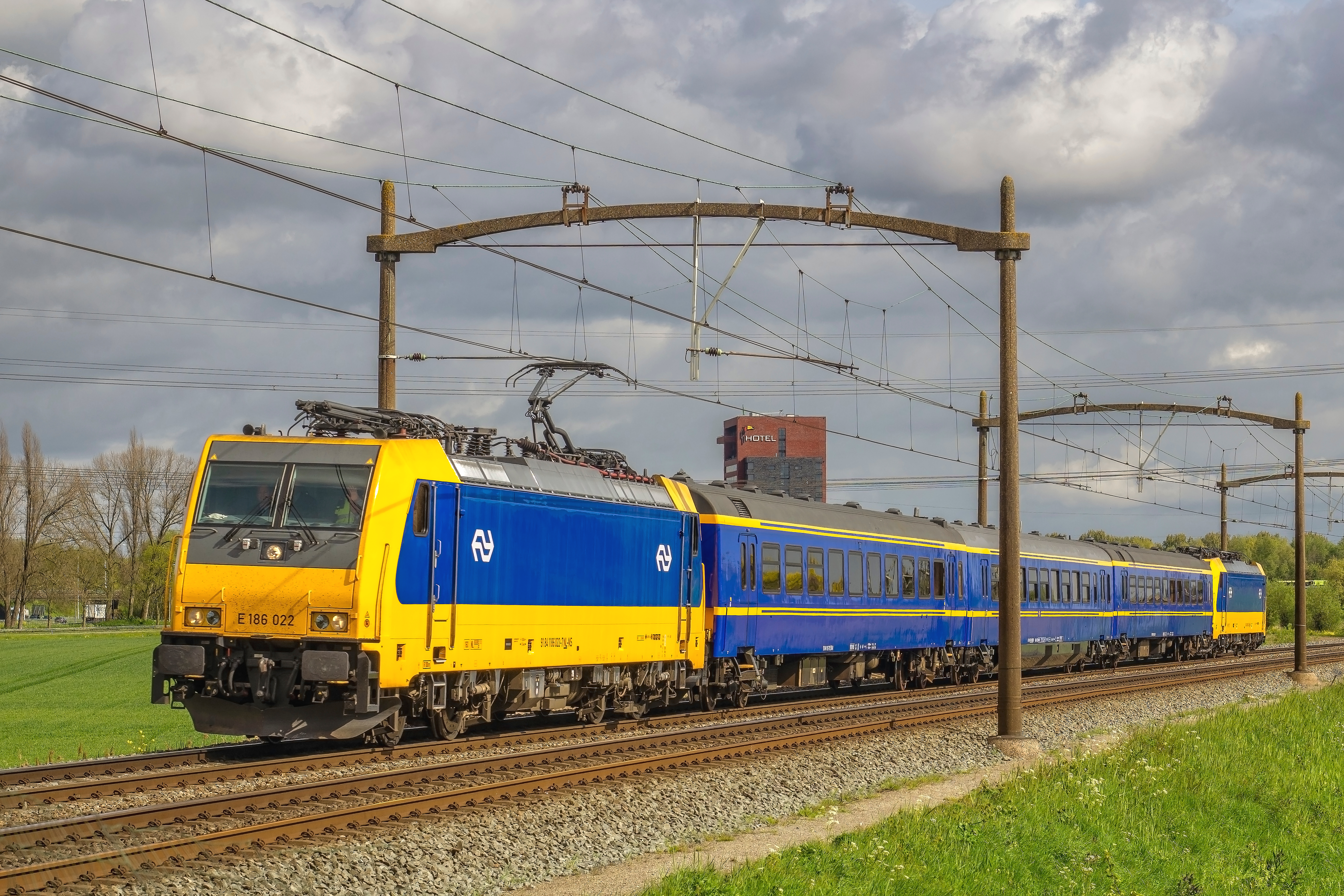
Koninklijke trein te Tilburg; bestaande uit drie rijtuigen (SR 10, 11 en 12), getrokken door loc NS 186 022 en afgesloten door loc NS 186 024; 27 april 2017.

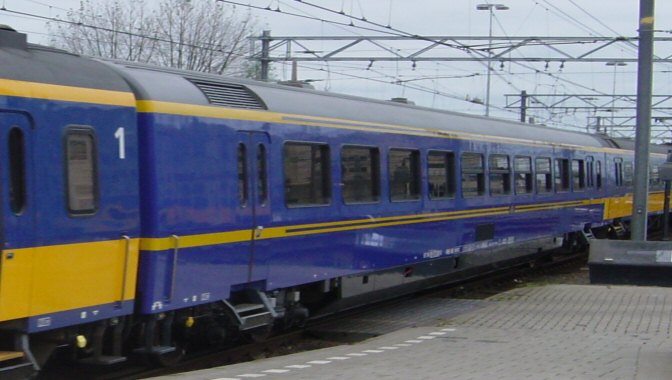
Het Nederlands koninklijk rijtuig NS 10 is een uit dienst onttrokken eerste klasse-rijtuig.

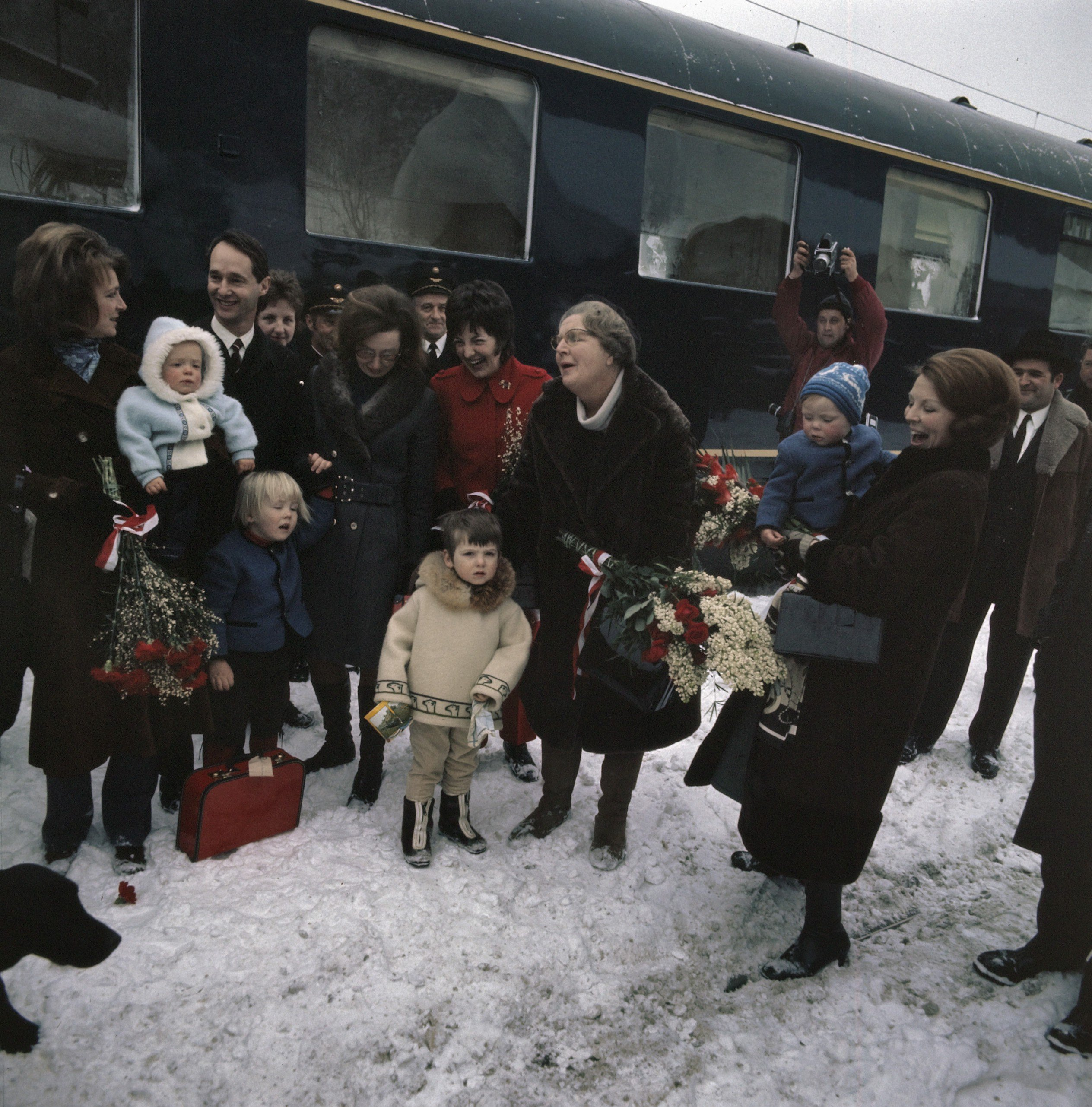
De Koninklijke familie arriveert met de trein in Lech; 1971.

De Koninklijke trein bestaat uit een Nederlands Koninklijk spoorwegrijtuig ten behoeve van de Nederlandse koninklijke familie en twee begeleidingsrijtuigen. Het  koninklijk rijtuig SR-10 is een verbouwd rijtuig ICR-4. De begeleidingsrijtuigen zijn verbouwde rijtuigen ICR-1. De huidige trein werd vooral gebruikt voor officiële bezoeken in het land en voor reizen naar buitenlandse wintersportbestemmingen.

## Geschiedenis
De Nederlandse koninklijke familie beschikt sinds halverwege de 19e eeuw over eigen rijtuigen. De koninklijke familie heeft decennialang veel gebruikgemaakt van de trein. Al in 1839 reisden de eerste Oranjes per spoor. Sinds die tijd zijn verschillende rijtuigen voor hen gebouwd.
Uit 1864 dateerde het rijtuig Sr1. Het rijtuig werd gebouwd door de HIJSM voor koningin-moeder Anna Paulowna. Tot in de jaren tachtig van de negentiende eeuw werd het regelmatig gebruikt door haar zwager Prins Frederik. Dit rijtuig deed dienst tot 1903.
In 1903 kreeg koningin Wilhelmina beschikking over een nieuwe koninklijke trein, bestaande uit twee salonrijtuigen, een bagagewagen en een keukenwagen. Deze hadden de nummers 1 - 5. Zij deden dienst tot 1940 en zijn na de Tweede Wereldoorlog wegens oorlogsschade niet meer als zodanig gebruikt en sleten hun laatste dagen als dienstwagens.
Na de oorlog kwam er weer een nieuwe koninklijke trein, die uit maximaal vier koninklijke rijtuigen zou bestaan, met de nummers 6 - 9. Vanaf januari 1948 kon koningin Wilhelmina weer over een eigen koninklijk rijtuig en een bijbehorend bagagerijtuig beschikken (NS 6). Deze 6 was een uit de oorlog achtergebleven rijtuig van de Deutsche Reichsbahn en was verbouwd door Beijnes. Salonrijtuig NS 7, werd speciaal hiervoor door Allan Rotterdam verbouwd uit Pullman-salonrijtuig WSP 2748 van de CIWL, gebouwd in 1926.
Deze twee rijtuigen bleven na de troonswisseling nog enkele jaren in gebruik en werden aangevuld door salonrijtuig NS 8 voor prins-gemaal Bernhard van Lippe-Biesterfeld en de vier prinsessen in 1953, verbouwd uit rijtuig AB 7522 uit 1932, en salonrijtuig NS 9 voor koningin Juliana in 1955, verbouwd uit rijtuig AB 7546 uit 1933. De rijtuigen NS 6 en NS 7 werden in 1966, respectievelijk 1959, buiten dienst gesteld. Het Plan K-rijtuig AB 7376 werd tussen 1984 en 1993 gebruikt als begeleidingsrijtuig van de koninklijke trein.
Na het aantreden in 1980 van koningin Beatrix werden de inmiddels verouderde rijtuigen NS 8 en NS 9 in 1993 vervangen door een nieuw salonrijtuig, de NS 10.
Toen begin jaren negentig de oude rijtuigen van de koninklijke trein vervangen dienden te worden, besloot men gezien het toenmalige overschot aan eerste klasse-rijtuigen een bestaand Intercityrijtuig type ICR-4 te verbouwen tot koninklijk rijtuig. Dit werd rijtuig 50 84 10-70 647-9 (bouwjaar 1988), dat in 1992-1993 door Talbot verbouwd werd en het computernummer 61 84 89-70 003-8 kreeg. Het rijtuig heeft twee slaapkamers met twee bedden en een bureau. De grote salon in het midden van het rijtuig heeft een grote tafel met zes stoelen, vier comfortabele stoelen, een kleine tweepersoons bank en twee tafels. Verder bevat het rijtuig een keuken en een kleine slaapkamer voor personeel. Naast een gewijzigde inrichting kreeg het rijtuig extra apparatuur, zoals een airconditioning en dieselaggregaat, die door schortplaten aan het oog onttrokken zijn.
In november 2012 werden twee eersteklas rijtuigen van het type ICR-1 (bouwjaar 1981) toegevoegd aan de koninklijke trein. Dit werden de SR 11a en de SR 12a. Deze rijtuigen zijn daartoe in dezelfde kleuren uitgevoerd als de SR 10, en één rijtuig kent een verschil doordat het een klein keukentje aan boord heeft gekregen. Deze extra rijtuigen zijn vanwege hun constructie niet toegelaten in het buitenland en werden voornamelijk voor (openings-)evenementen ingezet, waarbij er extra gasten moeten kunnen worden vervoerd. Tevens is de trein sinds enige tijd ook voorzien van een beveiligd WiFi-netwerk.
Op 6 december 2012 werd de trein opnieuw door de koningin gebruikt, ditmaal voor de opening van de Hanzelijn. In februari 2013 hebben kroonprins Willem-Alexander, prinses Máxima en hun kinderen de trein gebruikt om naar hun wintersportvakantie in Lech te reizen. In 2017 reisde het koninklijk gezin op Koningsdag met de trein naar Tilburg.
De koninklijke trein werd in 2023 gebruikt voor het staatsbezoek aan België van 20 tot 22 juni dat jaar. Naar verwachting is dit de laatste rit met een Nederlandse koninklijke trein geweest. Volgens planning blijft de trein tot het einde van dit jaar operationeel en komt er geen nieuwe koninklijke trein. De koninklijke familie zal in de toekomst gebruik maken van reguliere treinen. Op 12 juli 2024 werd het rijtuig opgenomen in de collectie van het Spoorwegmuseum.

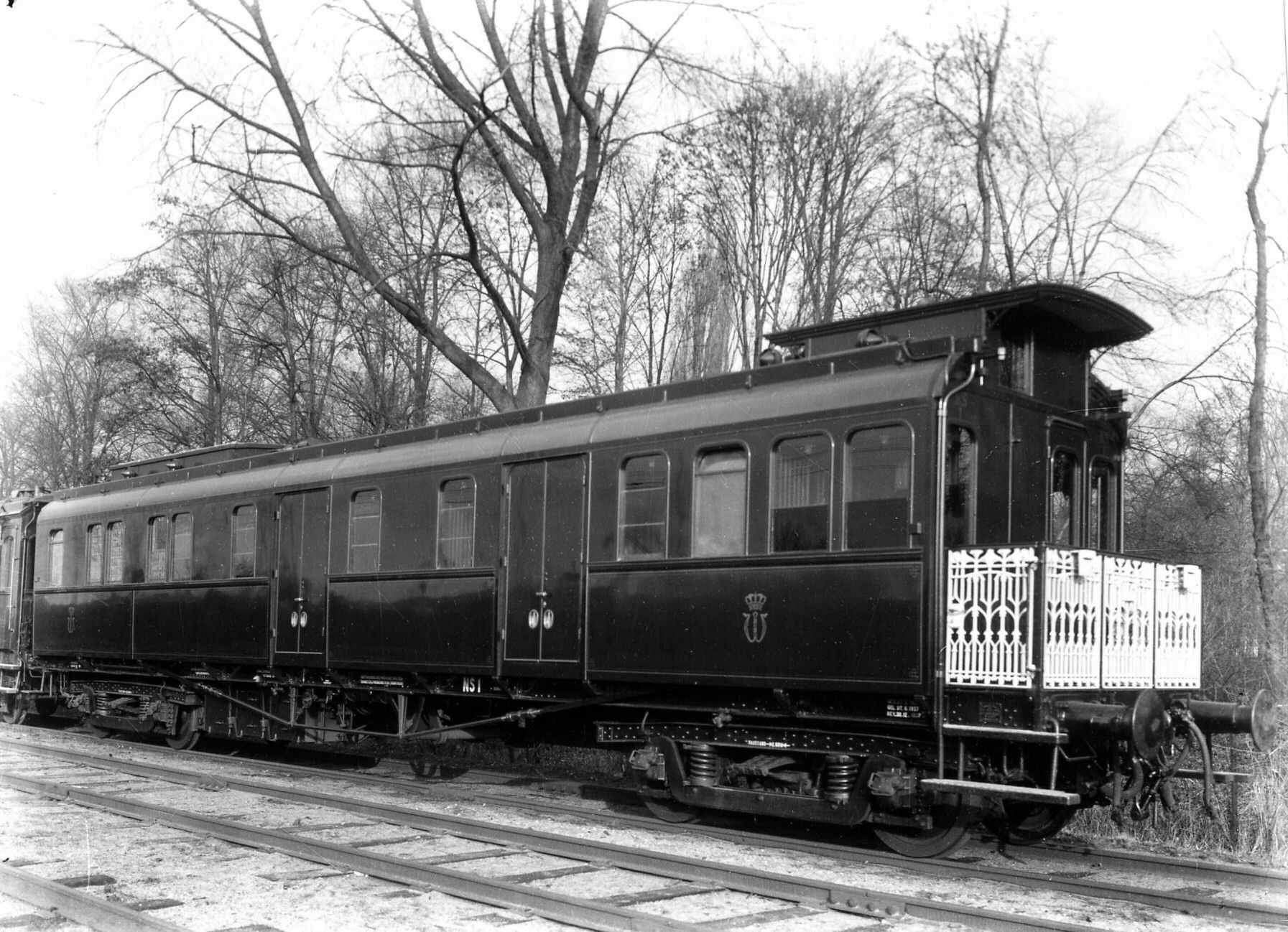
Bagagerijtuig NS 1 van de koninklijke trein van de N.S. te Lunetten bij Utrecht; 1938.
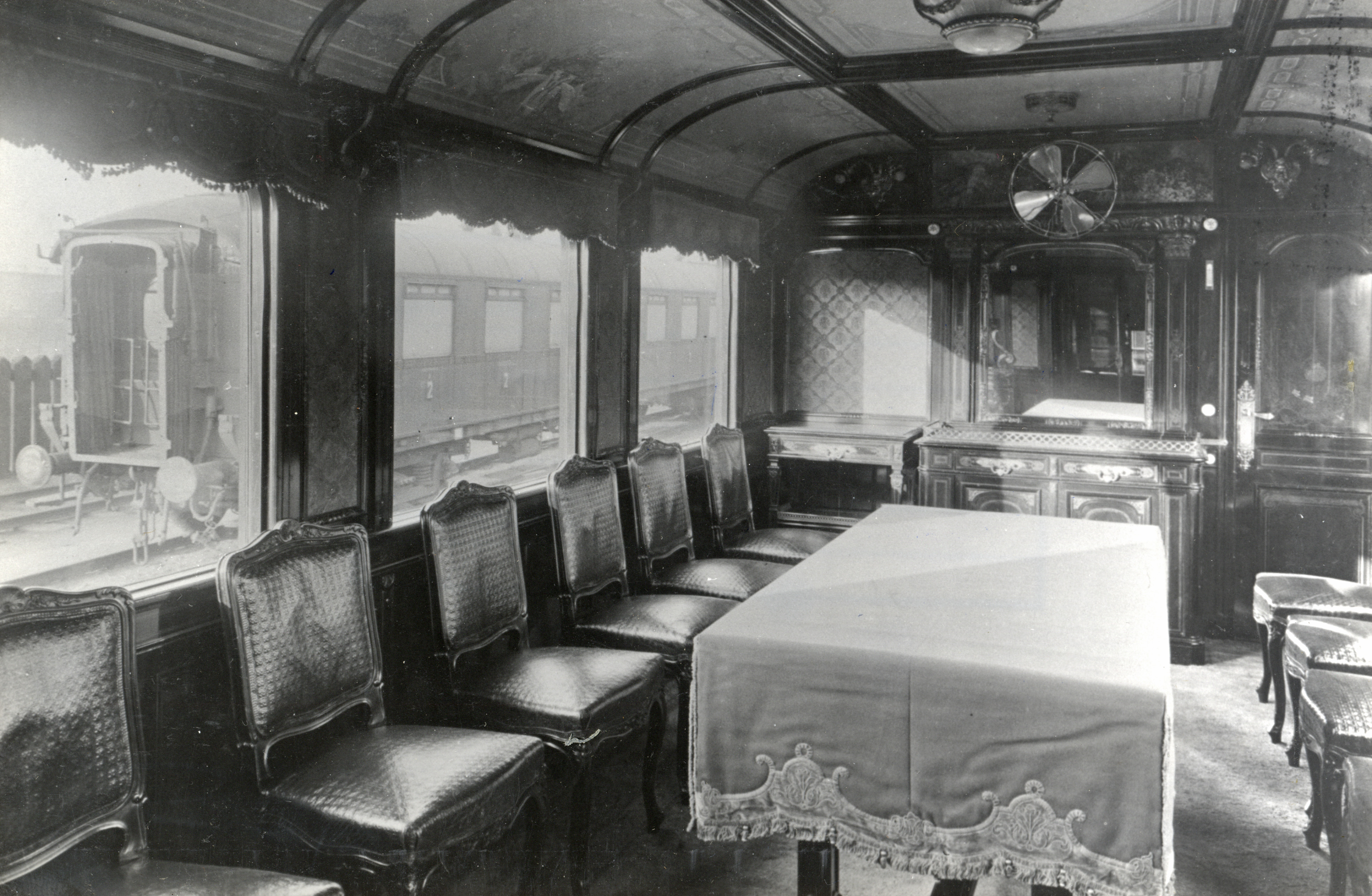
Interieur van het salonrijtuig NS SR 3 van de koninklijke trein; 1938.
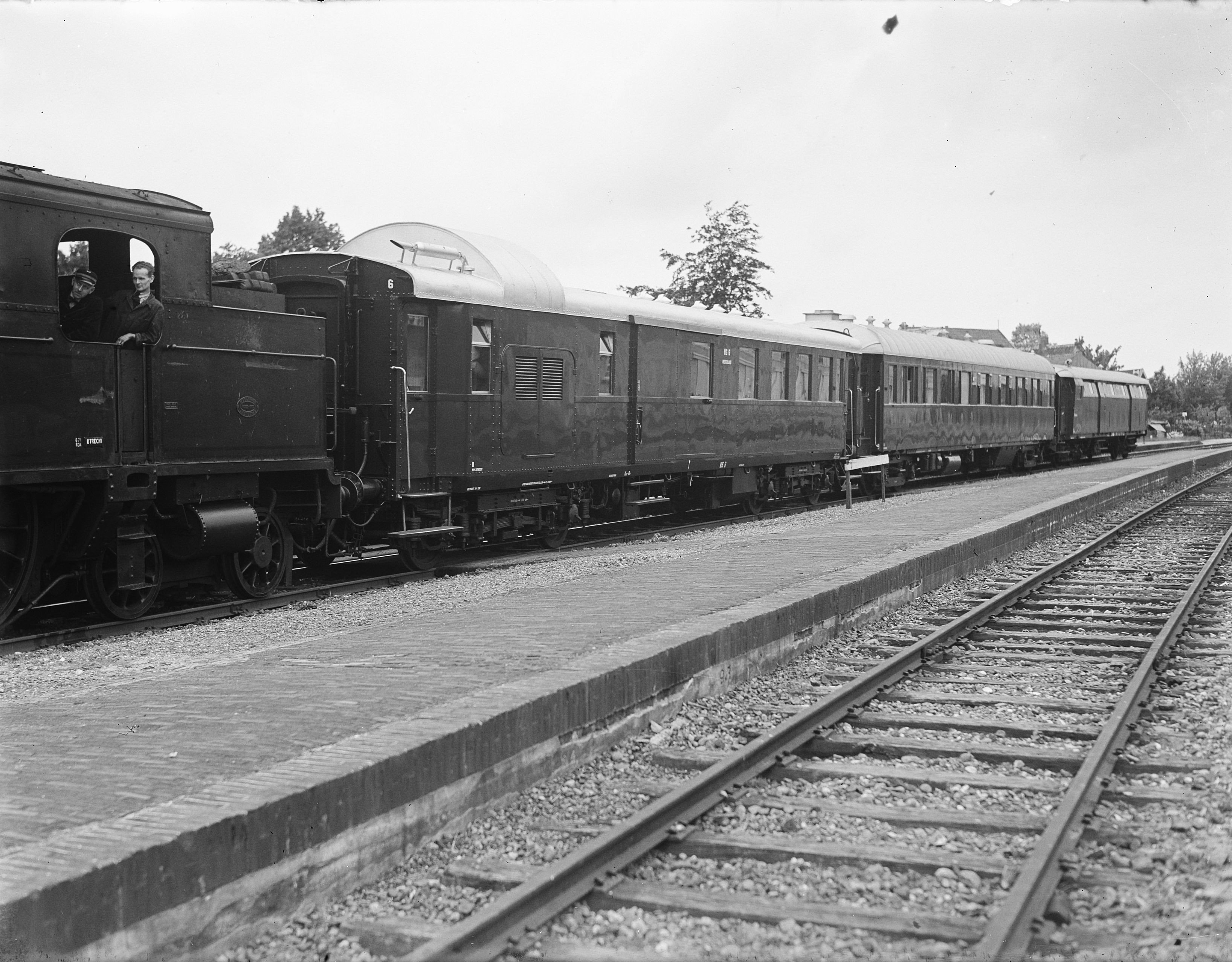
De koninklijke trein te Tiel; 7 juni 1948.
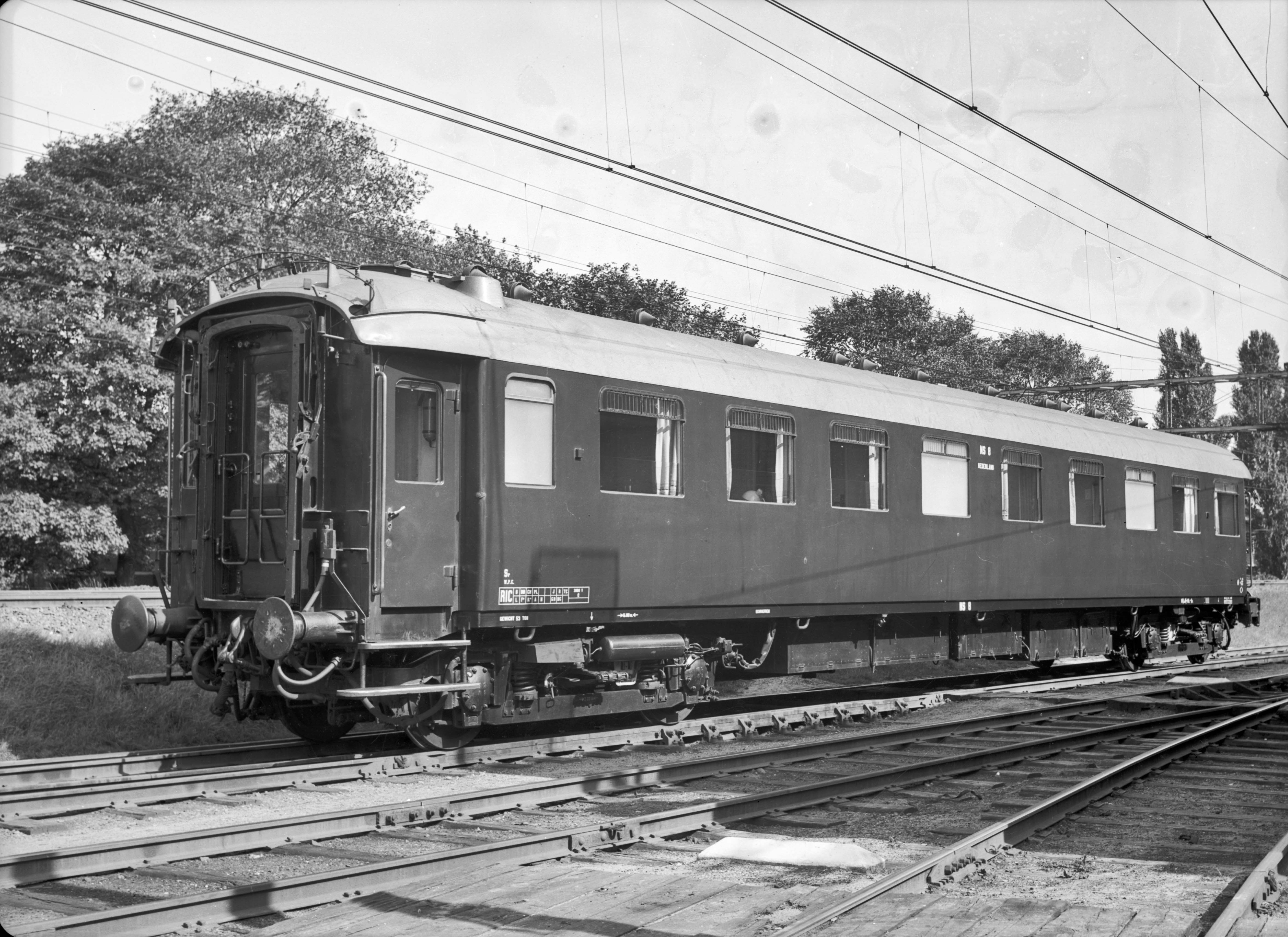
Salonrijtuig NS SR 8 van de koninklijke trein; 17 augustus 1954.

## Materieel in het spoorwegmuseum

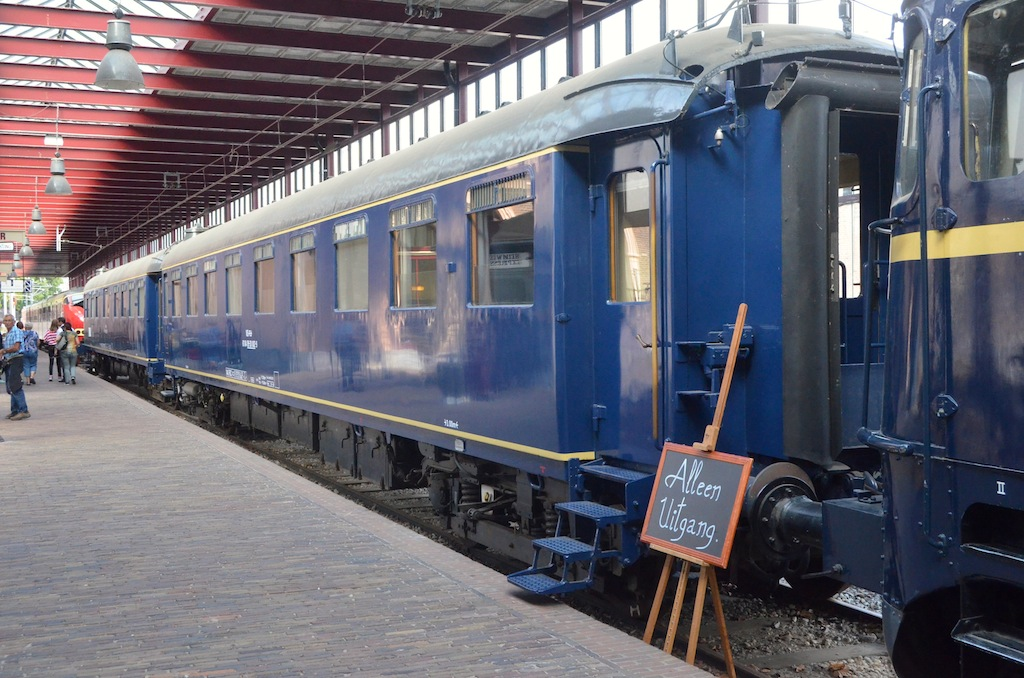
Koninklijk rijtuig rijtuig NS Sr 8 voor prins Bernhard van Lippe-Biesterfeld, in het Nederlands Spoorwegmuseum.

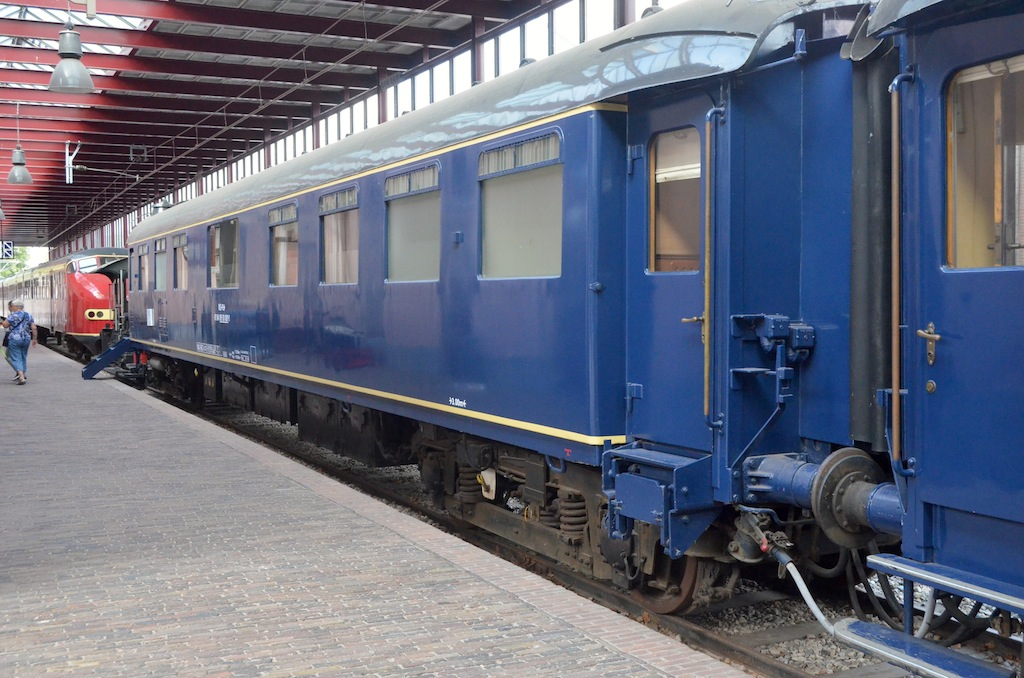
Koninklijk rijtuig rijtuig NS Sr 9 voor koningin Juliana, in het Nederlands Spoorwegmuseum

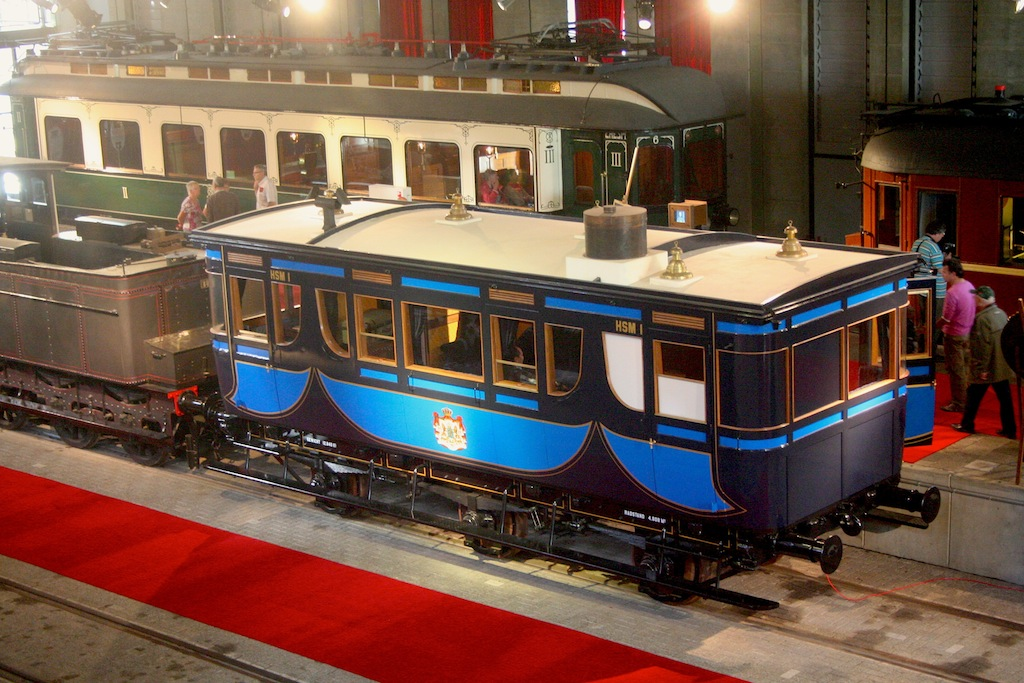
Replica van het Koninklijk rijtuig HSM Sr1, gebouwd voor Anna Paulowna, in het Nederlands Spoorwegmuseum.

De rijtuigen NS 8 en NS 9 gingen in 1993 naar het Nederlands Spoorwegmuseum te Utrecht. Ook het begeleidingsrijtuig AB 7376 ging naar dit museum.
Op 9 februari 2009 werd bekendgemaakt dat dankzij een bijdrage van de BankGiro Loterij het Spoorwegmuseum een replica kon gaan bouwen van de Sr 1, een koninklijk rijtuig uit 1864. Het werk werd uitgevoerd door de Firma Kloosterboer en het is sinds april 2010 in het museum te bezichtigen. De keuze is op de Sr 1 gevallen omdat van dit rijtuig de meeste tekeningen en gegevens bewaard zijn gebleven. De huidige replica geeft het rijtuig weer zoals het eruitzag na de verbouwing van 1884.
Van 14 april tot en met 5 september 2010 stond de NS 10 in het Spoorwegmuseum ter gelegenheid van de tentoonstelling Royal Class, vorstelijk reizen, tezamen met historische koninklijke rijtuigen uit diverse Europese landen.
Op de tweede dag van de expositie werd het Nederlandse rijtuig tijdelijk uit de expositie gehaald om gebruikt te worden voor de viering van de 70e verjaardag van koningin Margrethe II van Denemarken. Omdat vliegverkeer op dat moment niet mogelijk was als gevolg van de uitbarsting van de IJslandse vulkaan Eyjafjallajökull werd door koningin Beatrix, kroonprins Willem-Alexander en prinses Máxima uitgeweken naar het koninklijk rijtuig dat achter op een reguliere internationale trein de rit van Utrecht naar Kopenhagen maakte.
Op 12 juli 2024 werd het rijtuig NS 10 opgenomen in de collectie van het Spoorwegmuseum.
| Koninklijk nummer | Type                                | Omschrijving | Kon. dienst van | Kon. dienst tot |
| ----------------- | ----------------------------------- | --- | --------------- | --------------- |
| A14               | Salonrijtuig                        | Gebouwd in 1848 als drieassig rijtuig bij de HSM; gebouwd door de werkplaats in Haarlem. | 1848            | 1856            |
| A31               | Salonrijtuig                        | Gebouwd als drieassig rijtuig bij de NRS door de werkplaats in Utrecht. | 1861            |                 |
| SR 1              | Salonrijtuig                        | Gebouwd in 1864 voor Anna Paulowna. Drie jaar later gewijzigd van breedspoor naar normaalspoor. Deed dienst tot 1903. In 2010 is een replica gebouwd voor het Spoorwegmuseum.                                                                         | 1864            | 1903            |
| SR2               | Salonrijtuig                        | Gebouwd als drieassig rijtuig bij de NRS voor Koning Willem III door de werkplaats in Utrecht. Eerst A40, vanaf 1885 vernummerd en verbouwd tot SR2. 32 zitplaatsen.                                                                                  | 1861            |                 |
| AB145             | Salonrijtuig                        | Begeleidingsrijtuig van de Koninklijke Trein van de NRS. | 1870            |                 |
| D4067             | Bagage                              | Begeleidingsrijtuig van de Koninklijke Trein van de NRS. | 1870            |                 |
| D4068             | Bagage                              | Begeleidingsrijtuig van de Koninklijke Trein van de NRS. | 1870            |                 |
| A41               | Salonrijtuig                        | Gebouwd als tweeassig rijtuig bij de NRS voor Koning Willem III door Gastell, Mainz. In 1904 naar de NBDS als AB4. | 1873            |                 |
| BC42              | Salonrijtuig                        | 2/3e klasse van HSM in donker Berlijns blauw. In 1904 naar de NBDS als AB5. | 1873            |                 |
| D43               | Bagagerijtuig                       | HSM in donker Berlijns blauw. In 1904 naar de NBDS als E95. | 1873            |                 |
| H44               | Open rijtuig                        | HSM in donker Berlijns blauw. | 1873            |                 |
| A45               | Salonrijtuig                        | NRS-rijtuig in bronsgroen. In 1904 naar de NBDS als inspectierijtuig 1. | 1876            | 1903            |
| A2                | Salonrijtuig                        | Voormalig 1e klasserijtuig uit 1884 door Ateliers de la Dyle, in 1890 beschikbaar gesteld aan Wilhelmina. In 1904 weer geschikt gemaakt voor de reizigersdienst Amsterdam - Parijs.                                                                   | 1890            | 1904            |
| A 1               | Salonrijtuig                        | Gebouwd voor NCS voor Emma in 1900 in de werkplaats in Utrecht. Na WOII tijdelijk in de reizigersdienst. Buiten dienst in 1949. In 1956 dienstwagen 177502 (1958: 180002). In 1964 tijdelijk naar het Nederlands Spoorwegmuseum maar alsnog gesloopt. | 1900            | 194?            |
| D 1               | Bagagerijtuig                       | Gebouwd door Beijnes. Oorspronkelijke uitvoering met bagageruimte en coupés voor hofhouding. Later is een douchevoorziening aangebracht. Na WOII buiten dienst en in 1951 verbouwd tot werkwagen 177 en/of woning.                                    | 1903            | 1947            |
| Sr 2              | Salonrijtuig                        | Rijtuig van koningin Wilhelmina. Vermoedelijk tijdens WOII in gebruik als ziekenrijtuig. Later vernummerd tot NS 159008, NS 30 84 97-41 931. | 1903            | 1947            |
| Sr 3              | Salonrijtuig                        | Rijtuig van prins Hendrik, gebouwd in 1900 door Beijnes. Vermoedelijk tijdens WOII in gebruik als ziekenrijtuig. Later vernummerd tot NS 159009 | 1903            | 1947            |
| A 4               | Salonrijtuig                        | Doorgangsrijtuig voor de hofhouding. Gebouwd door Beijnes, betaald door de SS en HSM. In 1950 verbouwd tot instructierijtuig met nummer NS 159010. Later terreinwagen. Gesloopt in 1972.                                                              | 1906            | 194?            |
| Kw/Sr 5           | Keukenrijtuig                       | Gebouwd door Beijnes. | 1903            | 1947            |
| ?                 | Machine/bagagewagen                 | Stalen D. Gebruikt van einde WOII tot gereedkomen D 6. | 1946            | 1948            |
| ?                 | Restauratie/slaaprijtuig            | Gehuurd van Wagons-Lits. Gebruikt van einde WOII tot gereedkomen D 6. | 1946            | 1948            |
| D 6               | Bagagerijtuig                       | Gebouwd voor de Deutsche Reichsbahn met nummer 105 290, bauart 1930 uit 1929, verbouwd door Beijnes. In 1967 verbouwd tot meetrijtuig met nummer 21 84 978 1 000, buiten dienst in 1982.                                                              | 1948            | 1967            |
| SR 7              | Salonrijtuig                        | Rijtuig maakte tijdens WOII deel uit van persoonlijke trein van Friedrich Christiansen. Salonrijtuig 2748 van Wagons-Lits, gebouwd in 1926 bij De Dietrich en deel van serie 2743-2748. Later verbouwd door Beijnes/Allan.                            | 1948            | 1959            |
| SR 8              | Salonrijtuig                        | Voormalig rijtuig AB 7522 (D-trein) uit 1932. Verbouwd door Beijnes. | 1953            | 1993            |
| SR 9              | Salonrijtuig                        | Voormalig rijtuig AB 7546 (D-trein) uit 1933. Verbouwd door Beijnes. | 1953            | 1993            |
| SR 10             | Salonrijtuig                        | Voormalig Intercityrijtuig, deelserie 4, met nummer 50 84 10-70 647-9 uit 1988. Verbouwd in 1993. | 1993            | 2023            |
| SR 11a            | Begeleidingsrijtuig - Eerste klasse | Voormalig Intercityrijtuig, deelserie 1, met nummer 50 84 10-70 349-2 uit 1981. Verbouwd in 2012. | 2012            | 2023            |
| SR 12a            | Begeleidingsrijtuig - Eerste klasse | Voormalig Intercityrijtuig, deelserie 1, met nummer 50 84 10-70 350-0 uit 1981. Verbouwd in 2012. | 2012            | 2023            |